# 脳機能局在論
脳機能局在論（のうきのうきょくざいろん、英: Theory of localization of brain function）は、脳（特に大脳皮質）が部分ごとに違う機能を担っているとする科学のことである。

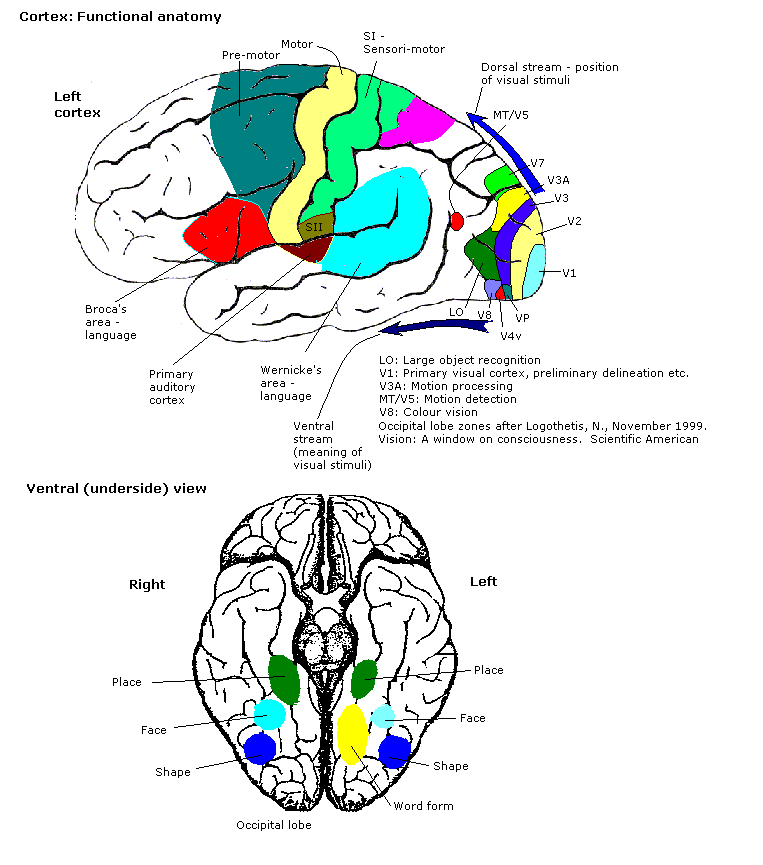
現在推定されているヒトの脳の機能局在。脳機能イメージングなどから得られた知見から、脳の様々な解剖学的部位とその機能とが関連付けられている。

## 歴史
脳機能局在論の「はしり」とされるのは、ガルの骨相学という説である。この説は、脳の特定の部位が特定の機能を担い、その機能が発達するとその部位が肥大して頭蓋骨のふくらみとなって現れるとする説である。19世紀初頭に流行したものの、学説はガルの思いつきや思い込みによるところが大きいとされ、科学的根拠を見出すことができなかったためこの説自体は否定された。
脳機能局在論が再び注目を集めるのは、19世紀半ばから後半にかけてブローカやウェルニッケの失語症と脳損傷の関係調査によって言語中枢とされる部位の推定が行われて以降である。ブロードマンによる大脳新皮質の細胞構築学的分類、通称ブロードマンの脳地図も脳機能局在論を助けることになる。
脳損傷と精神機能失調の関係調査は20世紀初頭の第一次世界大戦で大きく進んだ。この戦争では銃の性能向上で銃弾の貫通力が増加した結果、脳の非常に限局した部分を損傷する患者が多く現れた。これらの患者を治療する過程で、脳の損傷部位と精神機能失調の間に特定の関連があることが調べられた。この後も、大きな戦争のたびに調査が進むことになる。
また20世紀前半には統合失調症患者を中心にロボトミーによる精神疾患治療が試みられ、前頭葉と高次精神機能の関係が論じられた。ロボトミーは副作用が大きいため現在は行われていない。
1930年代から、ワイルダー・ペンフィールドはてんかんの手術に伴い、局所麻酔の効果を確かめるために患者の脳を電極で刺激した。この際、脳の特定の部位を刺激すると部位に固有の精神活動が起こることが確かめられ、機能局在の大まかな地図が作られた。
1940年代より、ロジャー・スペリーによる分離脳の研究がおこなわれていた。このケースでは、てんかん治療の脳梁切断手術など行った患者が、左右別々に精神機能を持つことを示し、左右の大脳半球の機能分化の理解に大きく寄与した。
1960年代からは、CTによる弱侵襲的方法による脳の断面像が得られるようになり、脳損傷と精神機能失調の関係は生きた患者で直接調べられるようになり、治療に大きく貢献した。同時期、動物実験（まれにてんかん治療でヒトでも）において微小電極法を用いた神経細胞発火の直接観察、あるいはトレーサーを用いての神経路追跡によって、個々の神経細胞の機能や相互接続が調べられるようになった。
1980年代後半から、MRIによる脳疾患の解析的研究が進むとともに、空間解像度が1mmと微細な構造を可視化することができるようになった。19世紀にガルの脳解剖研究によって発見された皮質間を結ぶ白質の連絡路は、1990年代に入るとMRIの撮像法の進歩によって、非侵襲的に描写することが可能になった。
1990年代以降は、医学界では脳の形態的MRIが実用化される一方、非侵襲的に脳の血流を観測するなどの方法により、脳の活動をリアルタイムに調べる脳機能イメージングの手法が発達した。この技術により、脳に損傷の無い健常者での脳機能測定ができるようになり、脳機能局在論は精緻化・複雑化が進行している。ただし、機能的MRIや機能的PETなどの方法では時空間的解像度が低く神経細胞の活動や接続を調べるにはあまりにも不十分である。データの解釈でも精神物理学の後追いの領域を出ず、独自のドグマを生み出すには至っていない。また、個人間での再現性やデータの解釈でも疑問が出されている。このことから、実際の医学的治療に役立ち、現代の科学的知見に基づいた測定法であるものの、科学的理論としては骨相学から大きな飛躍は無いという批判も存在する。

## 領野
以下に脳機能が局在していると見られている各領野をヒトの大脳皮質を中心に示す。

### 初期知覚領野

#### 視覚

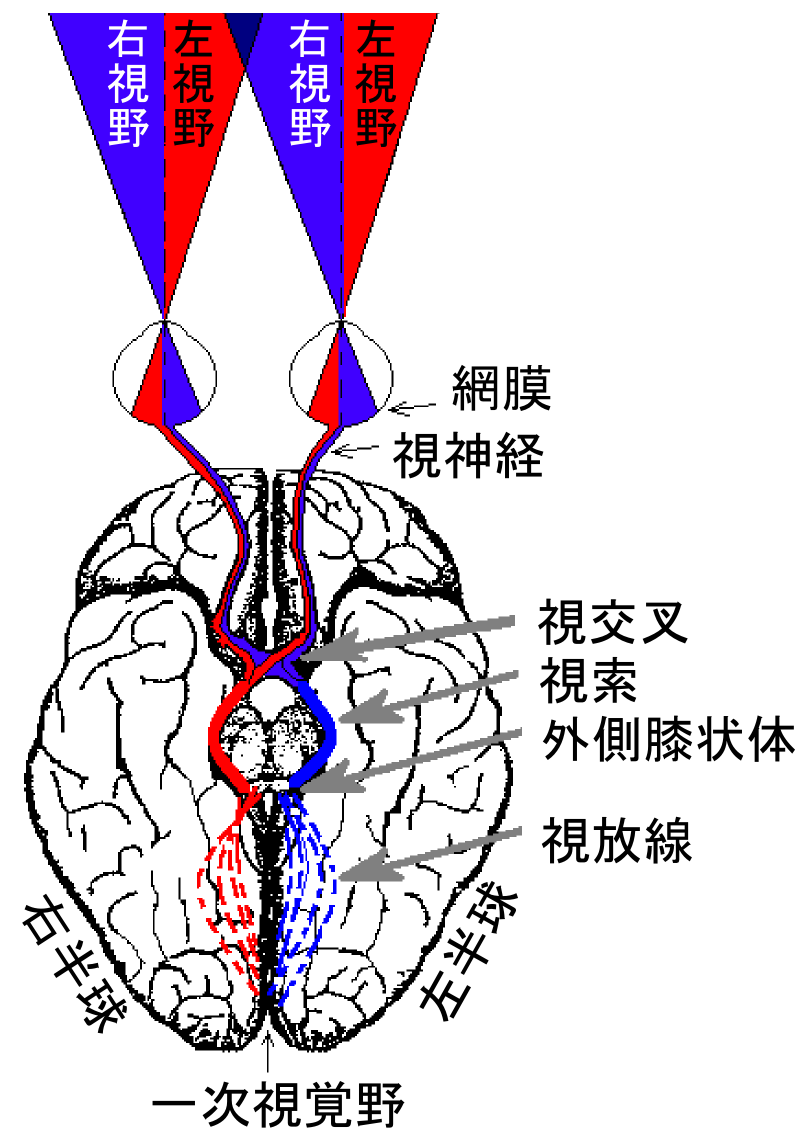
脳を下から見た図。眼球の奥にある網膜で起きた信号が、後頭葉にある一次視覚野に届くまで。

視覚的情報は網膜でとらえられた後、視神経、視交叉、視索と経て、視床の外側膝状体で中継され、視放線を経て後頭葉にある一次視覚野に伝えられる（初期視覚野以外にも上丘などを経由して眼球に投射する・される領野は存在する）。ヒトの場合、右視野からは左半球に、左視野からは右半球に投射され、これを半交叉という。片側の半球に左右視野からの視神経が両方とも投射されるため、両眼視差、すなわち奥行き情報の処理に関係すると言われている。
一次視覚野(V1)は後頭葉にあり、ブロードマンの脳地図では17に対応する。その後V2、V3、MT(Medial Temporal)といった経路への情報の流れがあるといわれている。V1、V2などの初期視覚野では網膜における相対的位置関係が再現されており、レチノトピーと呼ばれる。
サル目のMT野は微小電極法やfMRIによる神経活動測定の結果、複雑な視覚的運動に関係していることがわかってきた。また視覚的運動が知覚できない運動盲患者では、MT野に損傷が見られるという知見も存在する。V4は色に関連した情報処理が行われていると見られている。下側頭葉皮質ではやや複雑な形態認識に関与する細胞の集合が見つかっている。ただし、これらの結果は色や運動に完全に特化した領野があることを意味するものではなく、MTは運動処理の一部に関与しており、色の処理はV4の機能の一部であるとするのが一般的な見方である。
また、これらの知見から、後頭部から頭頂方向へ向かう情報の流れ（背側路）は運動を処理し、側頭方向へ向かう情報の流れ（腹側路）は形態を処理しているとする説があるが、仮説の域を出ない。

#### 聴覚

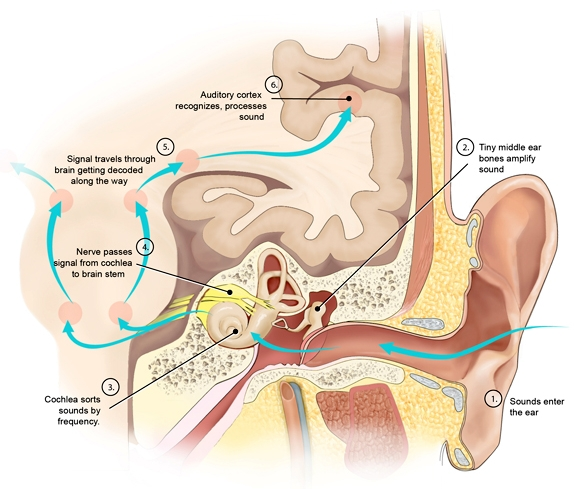
耳へ入ってきた音声信号が、聴覚皮質へ届くまで。

音声信号は、鼓膜、中耳骨で機械的に変換され、蝸牛で神経信号に変換された後、聴神経、上オリーブ核、下丘、内側膝状体を経て、外側溝近傍にある聴覚皮質に届けられる。一次聴覚野(A1)は側頭葉の上側頭回から横側頭回にあり、ブロードマンの脳地図では41から42に対応する。初期聴覚野では蝸牛の基底膜における周波数配列に対応した相対的位置関係が再現されており、トノトピーと呼ばれる。
聴覚の初期処理は蝸牛神経核を経て、ほとんどは対側の（一部同側の）上オリーブ核に中継され、外側毛帯、下丘、内側膝状体などで行われ、主たる情報は一次聴覚野に伝達される。

#### 体性感覚・自己運動

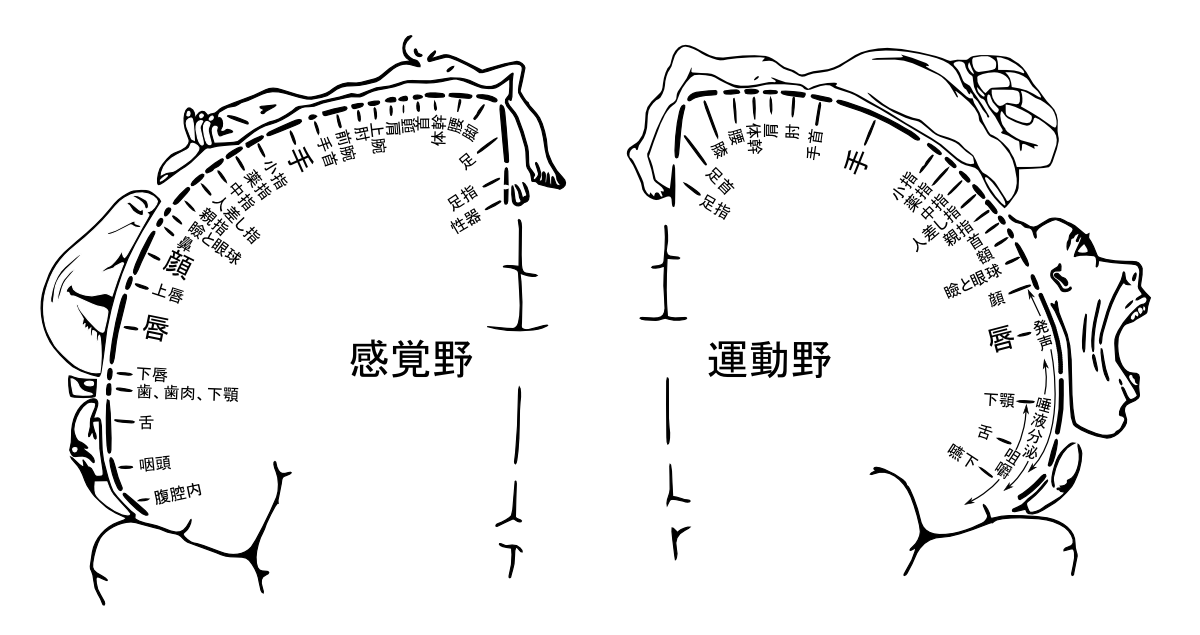
左が一次体性感覚野の地図。右が一次運動野の地図。

一次体性感覚野(S1)は中心溝の後ろにある中心後回にあり、ブロードマンの脳地図では1、2、3に対応する。
一次運動野は中心溝の前方にある中心前回に一次体性感覚野と隣接しており、ブロードマンの脳地図では4に対応する。この領野では、体の領域に対応した皮質領域の区分が見られ、対応する全身像を皮質に描くことができ、この対応図は「脳の中の小人」という意味でホムンクルスと呼ばれる。皮質の対応領野の面性は体性感覚の入力の量または重要性に応じている。例えば、手の感覚に対しては脳皮質の大きい面積が割り当てられているのに対して、背中はずっと小さい面積しかない。

#### 嗅覚
嗅上皮の嗅細胞は脳の嗅球に直接投射する。その後は前嗅核および梨状葉皮質に投射、そこから更に前頭葉の嗅覚野に至る。

#### 味覚
味蕾からの一次感覚ニューロンは延髄の孤束核でニューロンを変え内側毛体を上行、視床VPM核で三次ニューロンとなりS1の顔面領域に投射する。

### 言語野
病理学の分野において、言語能力が著しく損なわれる失語症の原因を調べていくなかで、脳の特定の部位の損傷と失語症に強い関係があることがわかった。このことから、損傷すると失語症を起こすような部位を言語機能の中枢である言語野とみなすことができる。

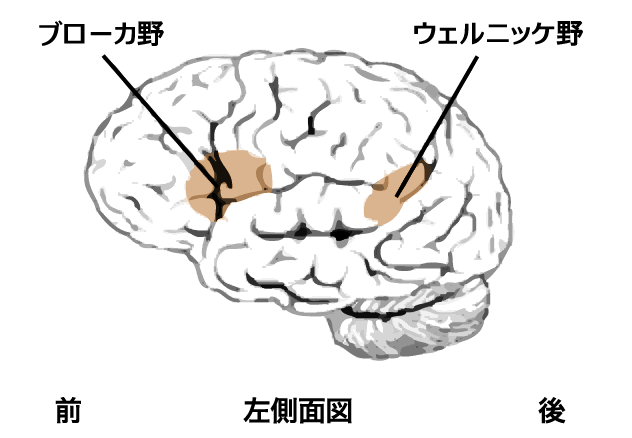
言語野の位置 人間の脳の左側面図。

ブローカ野（運動性言語野）Broca's area
運動性失語という、言語理解はできるものの発話や書字のできない患者において主に損傷している部位。フランスの医師ブローカの患者で、「タン」としか発音できない患者がおり、1861年に死後解剖を行ったところ左半球の下前頭回（ブロードマンの脳地図では44、45）に脳梗塞を発見し、ここを運動性失語の病巣および発話等の中枢と推定した。
ウェルニッケ野（感覚性言語野）Wernicke's area
感覚性失語という、単語の発話や書字はできるものの意味をなさず、言語の理解も困難になる患者において主に損傷している部位。ドイツの医師ウェルニッケは1874年、左半球の上側頭回から角回のあたり（ブロードマンの脳地図では39,40,41,42,22の一部で諸説ある）に損傷があると感覚性失語が生じることから、ここを感覚性失語の病巣および言語理解の中枢と推定した。
なお、両者は角回（ブロードマンの脳地図で39）経由で弓状束と呼ばれる神経路を通じてお互いに接続している。これらの言語野は大脳皮質の左半球にあることが多いが、右利きの人で数%、左利きの人で30～50%程度が右半球に言語野をもつことが知られている。総合的には90%以上の人では言語野は左半球にある。

### 左右半球
大脳および中枢神経系では、左右で異なる機能が局在していることがある。
- 大脳においては、一般的には体の右側の末梢神経（感覚や運動）は左半球に投射され、左側の末梢神経は右半球に投射される。ヒトの視覚においては、網膜の右視野（右目の外側、左眼の内側）は左半球に投射され、左視野は右半球に投射される（半交叉）。
- 言語野は大脳皮質の左半球にあることが多いが、右利きの人で数%、左利きの人で30～50%程度が右半球に言語野をもつことが知られている。総合的には90%以上の人では言語野は左半球にある。
- 左半球に言語中枢がある場合においては、その損傷は言語ほか多くの精神機能の損傷を引き起こすことが多い。精神の主要な機能は左半球にあることが多いとされ、その場合においては左半球を優位半球、逆を劣位半球と呼ぶことがある。また右半球に言語中枢がある場合においては、これを優位半球と呼ぶことになり、どちらかが一般的に優れている、劣っているということではない。現在でも脳外科手術において手順を決める際によく用いられ、言語野のある半球を優位半球とすることが多い。
- 後天的に利き手の矯正を行った場合でも、優位半球や言語野の位置は特に変わらないことが知られている（厳密に言えば、一旦優位半球が確定した後に利き手の矯正を行った場合）。
- これら高次機能の局在が生じる原因等についてはよくわかっていない。
- 先天的半球欠如や、幼少時におけるてんかん治療などのための脳の部分的切除を行った場合、片方の半球に局在していることの多い機能がもう一方の半球で処理されるようになることがあることが知られている。
- 脳梁を切断した分離脳患者の研究において、左右半球の関係や意識の所在などが論じられている。

### 大脳辺縁系
海馬と記憶

## 手法
非侵襲的に脳の形が解析できなかった20世紀前半では、死後、脳解剖によって生前の情報と照らし合わせる脳病理学的手法で脳機能局在の推定が行われてきた。現在は生体の脳機能の局在性を対象とし、fMRIなど脳の活動をリアルタイムに調べる脳機能イメージングの手法が中心となる。神経細胞を単位とするミクロな機能局在を調べる場合は開頭した上で微小電極などで個々の神経細胞の活動を直接計測するが、動物実験でのみ行われる。

## 解剖的構造との関係
ブロードマンの脳地図は大脳新皮質を組織構造によって区分したものであるが、この組織構造は、その部位での機能をある程度反映していると考えられている。たとえばブロードマンの脳地図の17野では第4層が非常に発達しているが、この層には網膜から外側膝状体経由での入力がある。脳機能イメージングなどでこの領野を調べると、視覚的情報によく反応することがわかった。17野は解剖的にも機能的にも視覚の初期処理に関係することがわかり、一次視覚野と呼ばれている。

## 現在注目されている問題
現在は、問題の焦点は(1)局在の細かさ、(2)局在の排他性（独立性）、(3)局在の堅固さ（可塑性）などに移ってきている。

### 局在の細かさ
現在はほぼ否定されているが、脳機能局在を極端に推し進めた仮説として記憶物質説がある。この説は、記憶は特定の分子に符号化して保存されており、この記憶物質を他人に移植すれば記憶が転移するというものである。このような物質は現在まで発見されておらず、また支持する証拠もない。
次に細かい仮説としては、個々の神経細胞が異なる特定の機能を担っているとするものである。代表的なものとしておばあさん細胞（おばあちゃん細胞とも、GrandMother Cell）仮説がある。これはサルなどにさまざまな視覚図形を提示しながら脳の特定の細胞の活動を計測したところ、老女の顔のみに反応する細胞があったとする研究よりこの名がついた。この手の研究では同じような反応特性を持つ細胞を再び探り当てることができないので直接的追試はほぼ不可能である。実験方法への批判としては提示する図形の不備で真の反応特性が計測できていないことなど、理論的な批判としてはおばあさん細胞がたまたま死ぬとおばあさんを認識できなくなり脆弱でヒトの認識能力を実現するには脳細胞の総数が少なすぎるといった批判があり、研究者の多くが支持するような仮説となるには至っていない。現在はある程度の数の細胞集団に脳機能が局在しているとする考え方が比較的有力ではあるが、その集団の大きさなどについては統一見解はないといってよい。

### 局在の排他性（独立性）
脳機能はある程度局在しているが、この局在は臓器などの器官のように独立してモジュール化された排他的機能を持っているのか、それとも緩やかに分散しているのか（略）

### 局在の堅固さ（可塑性）
脳機能はある程度局在しているが、この局在は臓器などの器官のように代わりの利かない堅固なものなのか、それとも後天的に形成され変わるものなのか、という点もひとつの焦点となっている。
事故などによって手足を切断した患者では、失った手足かあたかも存在するように知覚される幻肢という現象が高確率で起こる。（略）幻肢は手足の喪失からしばらくは強く現れるが、時間がたつにつれ体の残存部位の知覚と融合していき（略）これは中枢神経が残ったまま末梢神経からの入力がなくなった場合である。
逆に末梢が残っていて中枢が損傷した場合、たとえば脳梗塞などで脳が部分的に死んだ場合、明白な機能局在がある部分が失われるとそれに対応する精神機能も失われる。言語野を損傷すれば失語症となり、運動野を損傷すれば身体不随に、視覚野を損傷すれば失明などの現象が生じる。しかしながら、この場合も損傷から一定期間たつと機能が回復することがあることが知られている（略）機能の回復は若ければ若いほど起こりやすい（略）臨界期（略）
これらの現象には神経細胞の可塑性が関わっていると考えられている（略）

## 右脳・左脳論
前述のとおり、脳などの部位がどの認識機能を担うかについてはおおまかに分類されるが、個人差もある。fMRIなどによる測定結果は、その脳部位の相対的な活動の増大を示すもので、その結果からはその部位がその精神活動を専門に処理する、との証明にはならない。（他の脳部位も同時に働いている可能性が考えられる。）
（なお、右脳・左脳という言葉は一般語彙であって、学術用語として使われることはない。学術用語としては、右半球・左半球が使われる。）
一般に広く知られる右脳・左脳論とは、左半球が論理的思考の中枢であり、右半球が映像処理、直感や感性、芸術性、創造性を担う、というものである。
芸術活動をしている最中の脳機能イメージングでは、多くの研究で右半球と左半球両方に活動の増大が認められる。芸術には複数の様々な能力が必要であり、また、創作対象によってどのような能力が必要とされるかも変わってくる。そのため芸術の能力とは何かということを脳科学的に定義することは難しく、脳科学的にそのことを証明するのは難しい。創造性についても同様で、何をもって創造性とするかを脳科学的に定義することは難しい。
理屈っぽい人物は左脳優位、芸術肌の人物は右脳優位といった俗説があるが、科学的な根拠はない。
男性＝理屈＝左脳優位、女性＝感覚＝右脳優位といった俗説がある一方で、発達心理学者のサイモン・バロン＝コーエンは、著書『共感する女脳、システム化する男脳』の中で、男性は平均的に分析能力が高く、女性は平均的に共感能力が高いとし、その理由として、男性は大脳の右半球が早い時期から急速に発達するため空間把握・分析能力が高くなる、一方女性は幼児期の早い段階から言語認知に関して左脳の優位を示すため、コミュニケーションに長けて共感能力が高くなる、としている。（逆の内容となっている。）
他にも誤った俗説として以下のようなものがある。
- 左半球だけが論理処理をする。
- 右半球だけがイメージ処理をする。

短時間表示された画像と同一の画像を選択肢から選択する、など画像を扱うテストは右脳が優れている傾向がある、推論処理は左脳が優れている傾向がある、ということを示す研究結果はあるが、優れているというだけであって、片方の脳だけで論理処理、もう片方の脳でイメージ処理を行っている、という結果は示されていない。
「右脳を鍛える」と称する訓練によって「創造性」が向上するという話は、科学的根拠がない。
経済協力開発機構は、2007年の報告書『脳の理解：教育科学の誕生（Understanding the Brain: The Birth of a Learning Science）』で、脳についての迷信として「神経神話」の一つに、「論理的な左脳」と「創造的な右脳」という観念をあげた。
小説家マイケル・クライトン（ハーバード大学医学部卒）の『恐怖の存在』では、作中の登場人物が右脳・左脳論を否定する。作中に述べられる理由は以下のとおり。
スペリーの研究をもとに右脳・左脳論の観念が人々に広まったが、スペリーの研究対象は脳梁の切断手術を受けた患者の脳だけであり、その発見はそうした患者以外には適用できず、スペリー自身もそうした患者以外への適用を否定している。
九州大学大学院理学研究院生体物理化学講座や科学技術振興機構は、脳の左半球と右半球の違いを研究した。ただし、これは脳の左右の構造的非対称性を解明したのみで、「左脳が論理的思考をし、右脳が芸術を生む」と証明したのではない。
2003年5月9日号の米科学誌『Science』に九州大学の研究者が発表した論文では、成体マウスの海馬におけるNMDA受容体サブユニットの分布の左右差を明らかにしている。ただしこの研究結果がそのままヒトにも当てはまるかどうかや、具体的にどのような機能的左右差を生じるのかが明らかにされているわけではない。
科学的根拠に乏しい理論を元に、右脳を鍛えることを謳った教材が散見される。右脳の力を伸ばす教育を掲げる幼稚園、「バイオリンを演奏することで右脳が活性化され学力が向上する」という理由で全員にバイオリンを購入させ、授業のカリキュラムで3年間習わせる私立中学校なども存在する。効果のない商品の説明に使われることがあり、注意が必要である。

## 関連文献
日本語のオープンアクセス文献
- 岩間吉也 「機能局在論の成立」 関西鍼灸短期大学年報 Vol.2 (1987) pp.1-6
- 後藤昇, 後藤潤 「脳機能局在」 リハビリテーション医学 38(4) pp.296-302 (2001)